# Scalarispongia similis
Scalarispongia similis är en svampdjursart som först beskrevs av Thiele 1905.  Scalarispongia similis ingår i släktet Scalarispongia och familjen Thorectidae. Inga underarter finns listade i Catalogue of Life.